# Gareth Walters
Gareth Walters, né le 27 décembre 1928 à Swansea – mort le 31 mai 2012 à Kingston, dans le Surrey, est un compositeur et pédagogue gallois. Il a été producteur à la BBC.

## Œuvres
- Divertimento for String Orchestra
- Berceuse for harp
- Cân y galon (Song of the Heart), for soprano and string quartet
- Overture: Primavera
- Elegy: A Poem for String Orchestra
- Sinfonia Breve for String Orchestra
- Laudemus: Cantata for Choir and Orchestra
- Psalm for a Nation for Choir and Orchestra
- Little Suite for Flute and Harp
- Poésies du soir (Poems of the Evening) for mezzo soprano and chamber ensemble
- Violin Sonata
- Two Harpsichord Suites (Music for the Court, and Court Dances)
- Two Elizabethan Suites
- Sonata for cello and piano